# Liste des unités de Virginie de la guerre de Sécession

Drapeau de la Virginie pendant la guerre de Sécession.

La Virginie a fourni les unités de Virginie suivantes à la milice et à l'armée provisoire des États confédérés (PACS) au cours de la guerre de Sécession. En dépit de la sécession de l'État de l'Union, Elle lui fournit un tiers de la plupart des troupes d'un État du Sud (à côté du Tennessee (en) et de la Caroline du Nord (en)) avec la Virginie-Occidentale nouvellement créée pour un total de 22 000 hommes. Aussi, les unités de Virginiens d'origine au service de l'armée de l'Union sont aussi répertoriées.  

## Unités d'infanterie (PACS)

### Brigades d'infanterie
- Première brigade de Virginie (Brigade de Stonewall)
- Deuxième brigade de Virginie
- Troisième brigade de Virginie
- Légion de Wise

### Régiments d'infanterie
| - 1st Virginia Infantry - premier régiment d'infanterie de Virginie (le vieux premier) - 2nd Virginia Infantry - deuxième régiment d'infanterie de Virginie (les innocents) - Compagnie D du 2nd Virginia Infantry - 3rd Virginia Infantry - troisième régiment d'infanterie de Virginie - 4th Virginia Infantry - quatrième régiment d'infanterie de Virginie - 5th Virginia Infantry - cinquième régiment d'infanterie de Virginie - 6th Virginia Infantry - sixième régiment d'infanterie de Virginie - 7th Virginia Infantry - septième régiment d'infanterie de Virginie - 8th Virginia Infantry - huitième régiment d'infanterie de Virginie (le huitième sanglant) - 9th Virginia Infantry - neuvième régiment d'infanterie de Virginie - 10th Virginia Infantry - dixième régiment d'infanterie de Virginie - 11th Virginia Infantry - onzième régiment d'infanterie de Virginie - 12th Virginia Infantry - douzième régiment d'infanterie de Virginie - 13th Virginia Infantry - treizième régiment d'infanterie de Virginie - 14th Virginia Infantry - quatorzième régiment d'infanterie de Virginie - 15th Virginia Infantry - quinzième régiment d'infanterie de Virginie - 16th Virginia Infantry - seizième régiment d'infanterie de Virginie - 17th Virginia Infantry - dix-septième régiment d'infanterie de Virginie - 18th Virginia Infantry - dix-huitième régiment d'infanterie de Virginie - 19th Virginia Infantry - dix-neuvième régiment d'infanterie de Virginie (la compagnie K est les « fusiliers de Blue Ridge ») - 20th Virginia Infantry - vingtième régiment d'infanterie de Virginie - 21st Virginia Infantry - vingt-et-unième régiment d'infanterie de Virginie - 22nd Virginia Infantry - vingt-deuxième régiment d'infanterie de Virginie | - 23rd Virginia Infantry - vingt-troisième régiment d'infanterie de Virginie - 24th Virginia Infantry - vingt-quatrième régiment d'infanterie de Virginie - 25th Virginia Infantry- vingt-cinquième régiment d'infanterie de Virginie (régiment de Heck) - 26th Virginia Infantry - vingt-sixième régiment d'infanterie de Virginie - 27th Virginia Infantry - vingt-septième régiment d'infanterie de Virginie (Le 27e sanglant) - 28th Virginia Infantry - vingt-huitième régiment d'infanterie de Virginie - 29th Virginia Infantry - vingt-neuvième régiment d'infanterie de Virginie - 30th Virginia Infantry - trentième régiment d'infanterie de Virginie - 31st Virginia Infantry - trente-et-unième régiment d'infanterie de Virginie - 32nd Virginia Infantry - trente-deuxième régiment d'infanterie de Virginie (Lousey Reg) - 33rd Virginia Infantry - trente-troisième régiment d'infanterie de Virginie - 34th Virginia Infantry - trente-quatrième régiment d'infanterie de Virginie - 35th Virginia Infantry - trente-cinquième régiment d'infanterie de Virginie (n'a pas terminé son organisation) - 36th Virginia Infantry - trente-sixième régiment d'infanterie de Virginie - 37th Virginia Infantry - trente-septième régiment d'infanterie de Virginie - 38th Virginia Infantry - trente-huitième régiment d'infanterie de Virginie - 39th Virginia Infantry - trente-neuvième régiment d'infanterie de Virginie - 40th Virginia Infantry - quarantième régiment d'infanterie de Virginie - 41st Virginia Infantry - quarante-et-unième régiment d'infanterie de Virginie - 42nd Virginia Infantry - quarante-deuxième régiment d'infanterie de Virginie - 44th Virginia Infantry - quarante-quatrième régiment d'infanterie de Virginie - 45th Virginia Infantry - quarante-cinquième régiment d'infanterie de Virginie | - 46th Virginia Infantry - quarante-sixième régiment d'infanterie de Virginie - 47th Virginia Infantry - quarante-septième régiment d'infanterie de Virginie - 48th Virginia Infantry - quarante-huitième régiment d'infanterie de Virginie - 49th Virginia Infantry - quarante-neuvième régiment d'infanterie de Virginie (les garçons d'Extra Billy Smith) - 50th Virginia Infantry - cinquantième régiment de Virginie - 51st Virginia Infantry - cinquante-et-unième régiment d'infanterie de Virginie - 52nd Virginia Infantry - cinquante-deuxième régiment d'infanterie de Virginie - 53rd Virginia Infantry - cinquante-troisième régiment d'infanterie de Virginie - 54th Virginia Infantry - cinquante-quatrième régiment d'infanterie de Virginie - 55th Virginia Infantry - cinquante-cinquième régiment d'infanterie de Virginie - 56th Virginia Infantry - cinquante-sixième régiment d'infanteriede Virginie - 57th Virginia Infantry - cinquante-septième régiment d'infanterie de Virginie - 58th Virginia Infantry - cinquante-huitième régiment d'infanterie de Virginie - 59th Virginia Infantry - cinquante-neuvième régiment d'infanterie de Virginie - 60th Virginia Infantry - soixantième régiment d'infanterie de Virginie - 61st Virginia Infantry - soixante-et-unième régiment d'infanterie de Virginie - 62nd Virginia Mounted Infantry - soixante deuxième régiment d'infanterie montée de Virginie (1st Partisan Rangers) - 63rd Virginia Infantry - soixante troisième régiment d'infanterie de Virginie - 64th Virginia Mounted Infantry - soixante-quatrième régiment d'infanterie montée de Virginie |

### Bataillons d'infanterie
| - 1er bataillon d'infanterie de Virginie (bataillon Irlandais) - 2e bataillon d'infanterie de Virginie - 5e bataillon d'infanterie de Virginie (Archer) - 9e bataillon d'infanterie de Virginie (Hansbrough) - 21e bataillon d'infanterie de Virginie (bataillon de Pound Gap) - 22e bataillon d'infanterie de Virginie - 23e bataillon d'infanterie de Virginie (Hounshell ou Derrick) - 25e bataillon d'infanterie de Virginie (bataillon de la ville de Richmond) - 26e bataillon d'infanterie de Virginie (Edgar) - 28e bataillon d'infanterie de Virginie (Tabb) - 30e bataillon de Sharpshooters de Virginie (Clarke) | - 44e bataillon d'infanterie de Virginie (bataillon de la ville de Petersburg) - 45e bataillon d'infanterie de Virginie (Beckley) - Bataillon d'infanterie de Virginie de Cohoon (6e bataillon d'infanterie de Caroline du Nord) - Bataillon d'infanterie de la Virginie de French - Bataillon d'infanterie de Virginie de Goggin - Bataillon d'infanterie de Virginie de Keen - Bataillon d'infanterie de Virginie de Montague - Bataillon d'infanterie de la Virginie de Tomlin - Bataillon d'infanterie de Virginie de Charlottesville et d'University |

## Unités de cavalerie (PACS)

### Brigades de Cavalerie
- Première brigade de cavalerie de Virginie (Stuart)
- Deuxième brigade de cavalerie de Virginie
- Troisième brigade de cavalerie de Virginie (Wickham)
- Quatrième brigade de cavalerie de Virginie (brigade de Laurel)

### Régiments de cavalerie
| - 1st Virginia Cavalry - premier régiment de cavalerie de Virginie (Jones) - 2nd Virginia Cavalry - deuxième régiment de cavalerie de Virginie (Munford) - 3rd Virginia Cavalry - troisième régiment de cavalerie de Virginie - 4th Virginia Cavalry - quatrième régiment de cavalerie de Virginie (la Co. H est la cavalerie de Black Horse) - 5th Virginia Cavalry - cinquième régiment de cavalerie de Virginie - 6th Virginia Cavalry - sixième régiment de cavalerie de Virginie - 7th Virginia Cavalry - septième régiment de cavalerie de Virginie (Ashby) - 8th Virginia Cavalry - huitième régiment de cavalerie de Virginie - 9th Virginia Cavalry - neuvième régiment de cavalerie de Virginie (Johnson) - 10th Virginia Cavalry - dixième régiment de cavalerie de Virginie - 11th Virginia Cavalry - onzième régiment de cavalerie de Virginie | - 12th Virginia Cavalry - douzième régiment de cavalerie de Virginie - 13th Virginia Cavalry - treizième régiment de cavalerie de Virginie (2 unités) - 14th Virginia Cavalry - quatorzième régiment de cavalerie de Virginie - 15th Virginia Cavalry - quinzième régiment de cavalerie de Virginie - 16th Virginia Cavalry - seizième régiment de cavalerie de Virginie - 17th Virginia Cavalry - dix-septième régiment de cavalerie de Virginie - 18th Virginia Cavalry - dix-huitième régiment de cavalerie de Virginie (rangers partisans) - 19th Virginia Cavalry - dix-neuvième régiment de cavalerie de Virginie - 20th Virginie Cavalry - vingtième régiment de cavalerie de Virginie - 21st Virginia Cavalry - vingt-et-unième régiment de cavalerie de Virginie - 22nd Virginia Cavalry - vingt-deuxième régiment de cavalerie de Virginie (fusiliers montés de Bowen) | - 23rd Virginia Cavalry - vingt-troisième régiment de cavalerie de Virginiede Virginie - 24th Virginia Cavalry - vingt-quatrième régiment de cavalerie de Virginie - 25th Virginia Cavalry - vingt-cinquième régiment de cavalerie de Virginie - 26th Virginia Cavalry - vingt-sixième régiment de cavalerie de Virginie - 64th Virginia Cavalry - soixante-quatrième régiment de cavalerie de Virginie |

### Bataillon de cavalerie, compagnies, et gardes  fusiliers montés
| - Premier bataillon de cavalerie de Virginie - Deuxième bataillon de cavalerie de Virginie - Quatorzième bataillon de cavalerie de Virginie (Burrough ou Chesapeake) - Quinzième bataillon de cavalerie de Virginie (Critcher ou le rangers de Northern Neck) - Seizième bataillon de cavalerie de Virginie - Dix-septième bataillon de cavalerie de Virginie (premier bataillon) - Trente-deuxième bataillon de cavalerie de Virginie - Trente-troisième bataillon de cavalerie de Virginie - Trente-quatrième bataillon de cavalerie de Virginie (Witcher) - Trente-cinquième bataillon de cavalerie de Virginie (comanches de White) - Trente-sixième bataillon de cavalerie de Virginie - Trente-neuvième bataillon de cavalerie de Virginie (bataillon d'éclaireurs, de guides et de coursiers de Richardson) - Quarantième bataillon de cavalerie de Virginie - Quarante-et-unième bataillon de cavalerie de Virginie (White) - Quarante-deuxième bataillon de cavalerie de Virginie - Quarante-sixième bataillon de cavalerie de Virginie - Quarante-septième bataillon de cavalerie de Virginie - Bataillon de cavalerie de Virginie de Cadwell - Bataillon de cavalerie de Virginie de Ferguson (Guyandotte) | - Bataillon de cavalerie de Virginie d'O'Ferrall - Bataillon de cavalerie de Virginie de Davis - Bataillon de cavalerie de Virginie de Vandementer - Premier bataillon fusiliers montés de Virginie - Troupe de Varina(rangers montés d'Henrico) - Garde montée du premier district du Congrès de Virginie - Garde montée du deuxièmedistrict du Congrès de Virginie - Garde montée du troisième district du Congrès de Virginie - Garde montée du quatrième district du Congrès de Virginie - Garde montée du cinquième district du Congrès de Virginie - Garde montée du huitième district du Congrès de Virginie - Garde montée du neuvième district du Congrès de Virginie - Garde montée du onzième district du Congrès de Virginie - Garde montée du douzième district du Congrès de Virginie - Garde montée du treizième district du Congrès de Virginie - Gardes fusiliers de Fairview (de Wayne, WV. Ils sont devenus une partie de la compagnie K, du 8th Virginia Cavalry) - Compagnie indépendante d'Harness, cavalerie de Virginie - Compagnie de cavalerie de Virginie de McFarlane - Compagnie de cavalerie de Virginie de Moorman (Greenbrier) - Compagnie de cavalerie de Virginie de Wilson - Compagnie de cavalerie de Virginie de Young (converti en howitzers, artillerie de marine) |

### Unités irrégulières
| - 18th Virginia Cavalry - dix-huitième régiment de cavalerie de Virginie (rangers partisans) - Vingt-quatrième bataillon de rangers partisans de cavalerie de Virginie (Scott) - Vingt-septième bataillon de rangers partisans de cavalerie de Virginie - Trente-cinquième bataillon de cavalerie de Virginie (bataillon de White/comanches de White) - Trente-septième bataillon de cavalerie de Virginie rangers partisans (trente-septième bataillon de cavalerie de Dunn) - Quarante-troisième bataillon de cavalerie de Virginie rangers partisans (rangers de Mosby) - Soixante-deuxième régiment d'infanterie montée de Virginie (premier régiment de rangers partisans d'Imboden) - Bataillon de cavalerie de Virginie de Smith | - Bataillon de cavalerie de Virginie de Swann (Carpenter) - Bataillon de cavalerie de Virginie du commandant Count - Bataillon de rangers partisans de Virginie d'Hounshell - Escadron de Baldwin, compagnie de rangers partisans - Compagnie de rangers partisans de Virginie du capitaine McNeill - Compagnie de rangers partisans de Virginie du capitaine Thurmond |

## Unités d'artillerie (PACS)

### Régiments d'artillerie
- Premier régiment d'artillerie de Virginie
- Premier régiment d'artillerie légère de Virginie (Pendleton)
- Deuxième régiment d'artillerie de Virginie
- Cinquième régiment d'artillerie de Virginie

### Bataillon d'artillerie
- Premier bataillon (Hardaway, Moseley)
- Quatrième bataillon d'artillerie lourde de Virginie
- Septième bataillon d'artillerie lourde de Virginie
- Dixième bataillon d'artillerie lourde de Virginie (Allen)
- Douzième bataillon d'artillerie légère de Virginie
- Treizième bataillon d'artillerie légère de Virginie
- Seizième bataillon d'artillerie lourde de Virginie
- Dix-huitième bataillon d'artillerie légère de Virginie
- Dix-huitième bataillon d'artillerie lourde de Virginie
- Dix-neuvième bataillon d'artillerie lourde de Virginie (Atkinson)
- Vingtième bataillon d'artillerie lourde de Virginie
- Trente-huitième bataillon d'artillerie légère de Virginie(Read)

### Batteries d'artillerie légère
| - Première artillerie de Rockbridge (Pendleton, Poague) - Deuxième artillerie de Rockbridge (garde de McDowell) - Deuxième batterie de Richmond - Artillerie d'Albemarle - Artillerie d'Alleghany Rough (Carpenter) - Artillerie d'Amherst (légère) - Batterie de Barr (légère) (Levi) - Artillerie de Bedford (légère) - Artillerie de campagne de Branch (légère) - Artillerie de Bryan - Artillerie de Caroline (légère) - Artillerie de Charlottesville (légère) - Artillerie de Chesapeake - Batterie de Crenshaw - Artillerie de Danville (légère) - Artillerie de Dixie (légère) - Artillerie d'Everett - Artillerie de Fluvanna (légère) | - Artillerie de Fredericksburg - Artillerie de Giles (McComas) - Artillerie de Hanover (légère) - Artillerie de Henrico - Artillerie de Jackson (légère) - Artillerie de James City - Batterie de Lee - Artillerie de Letcher (légère) - Artillerie de Long Island (légère) - Artillerie de Loudoun (légère) - Artillerie de Magruder (légère) - Artillerie de Manchester (légère) - Artillerie de Matthews (légère) - Artillerie de Middlesex (Fleet) - Artillerie de Montroe (légère) - Artillerie de Nelson (légère) - Artillerie de New Market (légère) - Norfolk Light Artillery Blues - Artillerie de Nottoway (légère) | - Artillerie d'Orange (légère) - Batterie de Page - Artillerie de Pittsylvania (légère) - Artillerie de Portsmouth (Grimes) - Artillerie de Powhatan - Artillerie de Purcell (légère) - Artillerie volante de Richmond (légère) - Obusiers de Richmond - Artillerie volante de Salem Vol - Artillerie de Saltville - Artillerie de Southside - Artillerie de Staunton (légère) - Artillerie de Staunton Hill - Artillerie de Surry (légère) - Artillerie de Turner (légère) - Artillerie unie - Artillerie de Winchester (Cutshaw) - Artillerie de Wise (légère) |

### Batteries d'artillerie lourde
- Batterie de Bayley (artillerie lourde de Virginie)
- Artillerie de Bethel (Coffin)
- Artillerie de Botetourt (Bowyer)
- Batterie de Campbell (Patterson)
- Batterie de Coleman (Beblett)
- Artillerie d'Halifax (Wright)
- Artillerie de Johnston (Epes)
- Batterie de Kyle
- Artillerie de Lunenberg (Allen)
- Artillerie de Marion (Wilkinson)
- Artillerie de Pamunkey (A. J. Jones)

### Artillerie à cheval
- Première artillerie à cheval de Stuart (Pelham)
- Deuxième artillerie à cheval légère de Stuart
- Artillerie à cheval de Callahan
- Batterie de Chew
- Batterie de Moorman/Shoemaker
- Artillerie de Petersburg

## Unités de l'État de Virginie

### Ligne de l'État de Virginie
- Premier régiment, ligne de l'État de Virginie
- Deuxième régiment, ligne de l'État de Virginie
- Troisième régiment, ligne de l'État de Virginie
- Quatrième régiment, ligne de l'État de Virginie
- Cinquième régiment, ligne de l'État de Virginie

### Régiments de la milice de Virginie
| - 1st Regiment Militia (compagnie d'Amelia) - 2nd Regiment Militia (compagnie d'Accomack) - 3rd Regiment Militia (compagnie d'Orange) - 4th Regiment Militia (compagnie Ohio, Virginie-Occidentale) - 5th Regiment Militia (compagnie de Culpeper) - 6th Regiment Militia (compagnie d'Essex) - 7th Regiment Militia (compagnie de Norfolk) - 8th Regiment Militia (compagnie de Rockbridge) - 9th Regiment Militia (compagnie de roi & reine.) - 12th Regiment Militia (compagnie de Bedford) - 13th Regiment Militia (compagnie de Shenandoah) - 14th Regiment Militia (compagnie de Hardy, Virginie-Occidentale) - 15th Regiment Militia (compagnie de Sussex) - 16th Regiment Militia (compagnie de Spotsylvania) - 17th Regiment Militia (compagnie de Campbell) - 18th Regiment Militia (compagnie de Patrick) - 19th Regiment Militia (ville de Richmond) - 20th Regiment Militia (compagnie de la princesse Anne) - 21st Regiment Militia (compagnie de Glouchester) - 22nd Regiment Militia (compagnie de Mecklenburg) - 23rd Regiment Militia (compagnie de Chesterfield) - 24th Regiment Militia (compagnie de Buckingham) - 25th Regiment Militia (compagnie du roi George) - 26th Regiment Militia (compagnie de Charlotte) - 27th Regiment Militia (Northampton Co.) - 28th Regiment Militia (compagnie de Nelson) - 29th Regiment Militia (compagnie de l'île de Wight) - 30th Regiment Militia (compagnie de Caroline) - 31st Regiment Militia (compagnie de Frederick) - 32nd Regiment Militia (compagnie d'Augusta) - 33rd Regiment Militia (compagnie de Henrico) - 34th Regiment Militia (compagnie de Culpeper) - 35th Regiment Militia (compagnie de Wythe) - 36th Regiment Militia (compagnie de Prince William) - 37th Regiment Militia (compagnie de Northumberland) - 38th Regiment Militia (compagnie de Goochland) - 39th Regiment Militia (ville de Petersburg) - 40th Regiment Militia (compagnie de Louisa) - 41st Regiment Militia (compagnie de Richmond) - 42nd Regiment Militia (compagnie de Pittsylvania) - 43rd Regiment Militia (compagnie de Franklin) - 44th Regiment Militia (compagnie de Fauquier) - 46th Regiment Militia (compagnie de Pendleton Virginie-Occidentale) - 47th Regiment Militia (Albemarle Co.) - 49th Regiment Militia (compagnie de Nottoway) - 50th Regiment Militia (compagnie de Greensville) - 51st Regiment Militia (compagnie de Frederick) - 52nd Regiment Militia (compagnie de New Kent et compagnie de Charles City) - 53rd Regiment Militia (compagnie de Campbell) - 54th Regiment Militia (ville de Norfolk) - 55th Regiment Militia (compagnie de Jefferson, Virginie-Occidentale) - 56th Regiment Militia (compagnie de Loudoun) - 57th Regiment Militia (compagnie de Loudoun) | - 58th Regiment Militia (compagnie de Rockingham orientale) - 59th Regiment Militia (compagnie de Nansemond) - 60th Regiment Militia (compagnie de Fairfax) - 61st Regiment Militia (compagnie de Mathews) - 62nd Regiment Militia (compagnie du prince George) - 63rd Regiment Militia (compagnie Prince Edward) - 64th Regiment Militia Henry County, Virginia - 65th Regiment Militia (compagnie de Southampton) - 66th Regiment Militia (compagnie de Brunswick) - 67th Regiment Militia (compagnie de Berkeley, Virginie-Occidentale) - 68th Regiment Militia (compagnie de James City et une parte de la compagnie de York) - 70th Regiment Militia (compagnie de Washington) - 71st Regiment Militia (compagnie Surry) - 72nd Regiment Militia (compagnie de Russell) - 73rd Regiment Militia (compagnie de Lunenburg) - 74th Regiment Militia (compagnie d'Hanover) - 75th Regiment Militia (compagnie de Montgomery) - 76th Regiment Militia (compagnie de Monongalia) - 77th Regiment Militia (compagnie d'Hampshire Virginie-Occidentale) - 78th Regiment Militia (compagnie de Grayson) - 79th Regiment Militia (compagnie de Greenbrier) - 79th Regiment Militia (compagnie de Greenbrier) - 80th Regiment Militia (compagnie de Kanawha) - 81st Regiment Militia (compagnie de Bath) - 82nd Regiment Militia (compagnie de Madison) - 83rd Regiment Militia (compagnie de Dinwiddie) - 84th Regiment Militia (compagnie d'Halifax) - 85th Regiment Militia (compagnie de Fauquier) - 86th Regiment Militia (compagnie de Giles) - 87th Regiment Militia (compagnie du roi William) - 88th Regiment Militia (compagnie d'Albemarle) - 89th Regiment Militia (compagnie de Morgan) - 90th Regiment Militia (compagnie d'Amherst) - 91st Regiment Militia (compagnie de Bedford) - 92nd Regiment Militia (compagnie de Lancaster) - 93rd Regiment Militia (compagnie d'Augusta) - 94th Regiment Militia (compagnie de Lee) - 95th Regiment Militia (compagnie de Norfolk) - 97th Regiment Militia (compagnie de Page) - 98th Regiment Militia (compagnie de Mecklenburg) - 99th Regiment Militia (compagnie d'Accomack) - 100th Regiment Militia (compagnie de Buckingham) - 101st Regiment Militia (compagnie de Pittsylvania) - 102nd Regiment Militia (compagnie de Powhatan) - 103rd Regiment Militia (compagnie de Brooke) - 104th Regiment Militia (compagnie de Preston) - 105th Regiment Militia (compagnie de Washington) - 107th Regiment Militia (compagnie de Randolph, Virginie-Occidentale) - 108th Regiment Militia (compagnie de Monroe) - 109th Regiment Militia (compagnie de Middlesex) - 110th Regiment Militia (compagnie de Franklin) - 111th Regiment Militia (compagnie de Westmoreland) | - 112th Regiment Militia (compagnie de Tazewell) - 113th Regiment Militia (compagnie de Wood, Virginie-Occidentale) - 114th Regiment Militia (compagnie d'Hampshire, Virginie-Occidentale) - 115th Regiment Militia (compagnie d'Elizabeth City, compagnie de Warwick, une partie de la compagnie d'York) - 116th Regiment Militia (compagnie de Rockingham occidentale) - 117th Regiment Militia (compagnie de Campbell) - 118th Regiment Militia (compagnie de Marion, Virginie-Occidentale) - 119th Regiment Militia (compagnie d'Harrison, Virginie-Occidentale) - 120th Regiment Militia (compagnie de Cabell, Virginie-Occidentale) - 121st Regiment Militia (compagnie de Botetourt) - 122nd Regiment Militia (compagnie de Clarke) - 123rd Regiment Militia (compagnie de Tyler, Virginie-Occidentale) - 124th Regiment Militia (compagnie de Scott) - 125th Regiment Militia (compagnie de Lewis, Virginie-Occidentale) - 126th Regiment Militia (compagnie de Nicholas, Virginie-Occidentale) - 127th Regiment Militia (compagnie de Pocahontas, Virginie-Occidentale) - 129th Regiment Militia (compagnie de Nicholas et compagnie de Logan, Virginie-Occidentale) - 130th Regiment Militia (compagnie de Floyd) - 131st Regiment Militia (ville de de Lynchburg) - 132nd Regiment Militia (compagnie de Loudoun) - 133rd Regiment Militia (compagnie d'Upshur, Virginie-Occidentale) - 134th Regiment Militia (compagnie de Marshall, Virginie-Occidentale) - 135th Regiment Militia (compagnie de Greenbrier, Virginie-Occidentale) - 136th Regiment Militia (compagnie de Shenandoah) - 137th Regiment Militia (compagnie d'Harrison, Virginie-Occidentale) - 138th Regiment Militia (compagnie d'Harrison, Virginie-Occidentale) - 139th Regiment Militia (compagnie de Barbour, Virginie-Occidentale) - 140th Regiment Militia (compagnie de Monongalia, Virginie-Occidentale) - 141st Regiment Militia (compagnie de Jackson, Virginie-Occidentale) - 142nd Regiment Militia (compagnie de Fayette, Virginie-Occidentale) - 143rd Regiment Militia (compagnie de Smyth) - 144th Regiment Militia (compagnie de Rockbridge) - 145th Regiment Militia (compagnie de Rockingham) - 146th Regiment Militia (compagnie de Shenandoah) - 147th Regiment Militia (compagnie de Marion, Virginie-Occidentale) - 148th Regiment Militia (compagnie de Preston, Virginie-Occidentale) - 149th Regiment Militia (compagnie de Warren) - 150th Regiment Militia (compagnie de Braxton, Virginie-Occidentale) - 151st Regiment Militia (compagnie de Mercer, Virginie-Occidentale) | - 152nd Regiment Militia (compagnie de Carroll) - 153rd Regiment Militia (compagnie de Kanawha, Virginie-Occidentale) - 154th Regiment Militia (compagnie de Wetzel, Virginie-Occidentale) - 155th Regiment Militia (compagnie de Greene) - 156th Regiment Militia (compagnie de Patrick) - 157th Regiment Militia (compagnie de Roanoke) - 158th Regiment Militia (compagnie de Pulaski) - 159th Regiment Militia (compagnie de Lee) - 160th Regiment Militia (compagnie d'Augusta) - 161st Regiment Militia (compagnie d'Ohio, Virginie-Occidentale) - 162nd Regiment Militia (compagnie d'Highland) - 163rd Regiment Militia (compagnie d'Hancock, Virginie-Occidentale) - 164th Regiment Militia (compagnie de Washington) - 165th Regiment Militia (compagnie de Gilmer, Virginie-Occidentale) - 166th Regiment Militia (compagnie de Monroe) - 167th Regiment Militia (compagnie de Wayne, Virginie-Occidentale) - 168th Regiment Militia (compagnie de Pittsylvania) - 169th Regiment Militia (compagnie Barbour, Virginie-Occidentale) - 170th Regiment Militia (compagnie de Ritchie, Virginie-Occidentale) - 171st Regiment Militia (compagnie de Wirt, Virginie-Occidentale) - 172nd Regiment Militia (compagnie d'Halifax) - 173rd Regiment Militia (compagnie de Preston, Virginie-Occidentale) - 174th Regiment Militia (compagnie d'Appomattox) - 175th Regiment Militia (compagnie d'Alexandria) - 176th Regiment Militia (compagnie de Marion, Virginie-Occidentale) - 177th Regiment Militia (compagnie de Russell) - 178th Regiment Militia (compagnie de Monongalia, Virginie-Occidentale) - 179th Regiment Militia (ville de Richmond) - 180th Regiment Militia (compagnie de Doddridge, Virginie-Occidentale) - 181st Regiment Militia (compagnie de Putnum, Virginie-Occidentale) - 182nd Regiment Militia (compagnie de Buchanan., Virginie-Occidentale) - 183rd Regiment Militia (compagnie de Wythe) - 184th Regiment Militia (compagnie de Raleigh, Virginie-Occidentale) - 185th Regiment Militia (compagnie de Scott) - 186th Regiment Militia (compagnie de Calhoun, Virginie-Occidentale) - 187th Regiment Militia (compagnie de Boone., Virginie-Occidentale) - 188th Regiment Militia (compagnie de Tucker, Virginie-Occidentale) - 189th Regiment Militia (compagnie de Craig) - 190th Regiment Militia (compagnie de Wyoming, Virginie-Occidentale) - 191st Regiment Militia (compagnie de Pleasants, Virginie-Occidentale) - 192nd Regiment Militia (compagnie de Lewis, Virginie-Occidentale) - 194th Regiment Militia (compagnie de Wise) - 195th Regiment Militia (compagnie de Franklin) - 198th Regiment Militia (compagnie de Bland et compagnie de Clay) - 199th Regiment Militia (compagnie de Webster, Virginie-Occidentale) |

### Bataillons de la défense locale de Virginie
- Premier bataillon de la cavalerie de Virginie, défense locale (Browne)
- Premier  bataillon d'infanterie de Virginie, défense locale (bataillon d'ordonnance)
- Deuxième bataillon d'infanterie de Virginie, défense locale (Waller/bataillon du quartier-maître)
- Troisième bataillon d'infanterie de Virginie, défense locale (départemental)
- Quatrième bataillon d'infanterie de Virginie, défense locale (Marine/bataille du département de la marine)
- Cinquième bataillon d'infanterie de Virginie, défense locale (bataillon de l'arsenal)
- Sixième bataillon d'infanterie de Virginie, défense locale (bataillon de Tredegar)
- Septième bataillon d'infanterie de Virginie, défense locale (premier bataillon du Nitre)

## Unités unionistes de Virginie
- 1st Regiment Loyal Eastern Virginia Volunteers (premier régiment de volontaires loyaux de Virginie orientale)
- 1st Regiment, Virginia Infantry (premier régiment d'infanterie de Virginie)
- 4th Virginia Infantry (devient plus tard le 4th West Virginia Infantry) (quatrième régiment d'infanterie de Virginie, devenu plus tard le quatrième régiment de Virginie-Occidentale)
- 5th Virginia Infantry (devient plus tard le 5th West Virginia Infantry) (cinquième régiment d'infanterie de Virginie, devenu plus tard le cinquième régiment de Virginie-Occidentale)
- 16th Regiment, Virginia Infantry (seizième régiment d'infanterie de Virginie)
- 167th Regiment of Virginia Militia (initialement une unité confédérée. A changé d’allégeance pour l'Union après la création du gouvernement restauré de Virginie.  Devient plus tard le 167th Regiment of West Virginia Militia) (cent-soixante-septième régiment de la milice de Virginie, devenu plus tard le cent-soixante-septième régiment de la milice de Virginie-Occidentale)
- Dameron's Independent Company, Virginia Volunteers (Compagnie indépendante de Dameron, volontaires de Virginie)
- Loudoun Rangers (rangers de Loudoun)
- 1st West Virginia Volunteer Infantry Regiment (3 Month) (premier régiment d'infanterie des volontaires de Virginie-Occidentale - 3 mois)
- 1st West Virginia Volunteer Infantry Regiment (3 Year) (premier régiment d'infanterie des volontaires de Virginie-Occidentale - 3 ans)
- 1st West Virginia Veteran Volunteer Infantry Regiment (premier régiment d'infanterie des volontaires vétérans de Virginie-Occidentale)
- 2nd West Virginia Volunteer Infantry Regiment (deuxième régiment d'infanterie des volontaires de Virginie-Occidentale)
- 2nd West Virginia Veteran Volunteer Infantry Regiment (deuxième régiment d'infanterie des volontaires de vétérans de Virginie-Occidentale)
- 3rd West Virginia Volunteer Infantry Regiment (troisième régiment d'infanterie des volontaires de Virginie-Occidentale)
- 4th West Virginia Volunteer Infantry Regiment (quatrième régiment d'infanterie des volontaires de Virginie-Occidentale)
- 5th West Virginia Volunteer Infantry Regiment (cinquième régiment d'infanterie des volontaires de Virginie-Occidentale)
- 6th West Virginia Volunteer Infantry Regiment (sixième régiment d'infanterie des volontaires de Virginie-Occidentale)
- 7th West Virginia Volunteer Infantry Regiment (septième régiment d'infanterie des volontaires de Virginie-Occidentale)
- 8th West Virginia Volunteer Infantry Regiment (huitième régiment d'infanterie des volontaires de Virginie-Occidentale)
- 9th West Virginia Volunteer Infantry Regiment (neuvième régiment d'infanterie des volontaires de Virginie-Occidentale)
- 10th West Virginia Volunteer Infantry Regiment (dixième régiment d'infanterie des volontaires de Virginie-Occidentale)
- 11th West Virginia Volunteer Infantry Regiment (onzième régiment d'infanterie des volontaires de Virginie-Occidentale)
- 12th West Virginia Volunteer Infantry Regiment (douzième régiment d'infanterie des volontaires de Virginie-Occidentale)
- 13th West Virginia Volunteer Infantry Regiment (treizième régiment d'infanterie des volontaires de Virginie-Occidentale)
- 14th West Virginia Volunteer Infantry Regiment (quatorzième régiment d'infanterie des volontaires de Virginie-Occidentale)
- 15th West Virginia Volunteer Infantry Regiment (quinzième régiment d'infanterie des volontaires de Virginie-Occidentale)
- 16th West Virginia Volunteer Infantry Regiment (seizième régiment d'infanterie des volontaires de Virginie-Occidentale)
- 17th West Virginia Volunteer Infantry Regiment (dix-septième régiment d'infanterie des volontaires de Virginie-Occidentale)
- Independent Battalion West Virginia Infantry (bataillon indépendant d'infanterie de Virginie-Occidentale)
- 1st Independent Company Loyal Virginians (première compagnie indépendante des Virginians loyaux)
- 1st West Virginia Volunteer Cavalry Regiment (premier régiment de cavalerie des volontaires de Virginie-Occidentale)
- 2nd West Virginia Volunteer Cavalry Regiment (deuxième régiment de cavalerie des volontaires de Virginie-Occidentale)
- 3rd West Virginia Volunteer Cavalry Regiment (troisième régiment de cavalerie des volontaires de Virginie-Occidentale)
- 4th West Virginia Volunteer Cavalry Regiment (quatrième régiment de cavalerie des volontaires de Virginie-Occidentale)
- 5th West Virginia Volunteer Cavalry Regiment (cinquième régiment de cavalerie des volontaires de Virginie-Occidentale)
- 6th West Virginia Volunteer Cavalry Regiment (sixième régiment de cavalerie des volontaires de Virginie-Occidentale)
- 7th West Virginia Volunteer Cavalry Regiment (septième régiment de cavalerie des volontaires de Virginie-Occidentale)
- Batterie A - artillerie légère de Virginie-Occidentale
- Batterie B - artillerie légère de Virginie-Occidentale
- Batterie C - artillerie légère de Virginie-Occidentale
- Batterie D - artillerie légère de Virginie-Occidentale
- Batterie E - artillerie légère de Virginie-Occidentale
- Batterie F - artillerie légère de Virginie-Occidentale
- Batterie G - artillerie légère de Virginie-Occidentale
- Batterie H - artillerie légère de Virginie-Occidentale